# David Low

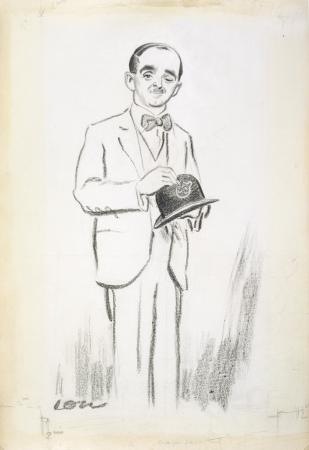
Selbstporträt von David Low

Sir David Alexander Cecil Low (* 7. April 1891 in Dunedin, Neuseeland; † 19. September 1963 in London), besser bekannt als David Low, war ein britischer politischer Karikaturist, Cartoonist und Illustrator. Low gilt heute als einer der bedeutendsten politischen Karikaturisten des 20. Jahrhunderts. Er zeichnete u. a. für den London Star (1919–27), den Evening Standard (1927–50), den Daily Herald (1950–53) und den Manchester Guardian (1953).

## Leben und Wirken

### Jugend und Anfänge (1891 bis 1907)
Low war das dritte von vier Kindern des Geschäftsmanns David Brown Low und seiner Ehefrau Jane Caroline Low, geborene Flanagan. Die Vorfahren des Vaters waren in den 1860er Jahren aus Schottland nach Neuseeland eingewandert. Die der Mutter stammten aus Dublin und waren in den 1850er Jahren nach Neuseeland gekommen. Als Kind zog er mit seiner Familie nach Christchurch, wo er zunächst die Christchurch Boys’ High School besuchte. Nach dem Tod seines älteren Bruders, als Low elf war, nahmen die Eltern ihn aus Sorge, ein weiteres Kind zu verlieren, aus der Schule und unterrichteten ihn fortan zu Hause.
Low begann im Alter von acht Jahren, die Cartoons in britischen Zeitungen und Zeitschriften zu lesen. Eine besondere Vorliebe entwickelte er dabei für die Arbeiten von Charles Keene, Linley Sambourne und ganz besonders für die von Phil May, dessen Kunst er nach eigenen Angaben ein Leben lang „in sich trug“ („Once having discovered May I never let him go“). Bereits als Kind von der Idee durchdrungen, seinen Lebensunterhalt als Cartoonist und Karikaturist zu verdienen, schickte Low seit seinem elften Lebensjahr regelmäßig eigene Zeichnungen an Zeitschriften in Großbritannien und Australien. Mit elf Jahren konnte er einen ersten kleinen Erfolg verbuchen, als die britische Zeitschrift The Big Budget eine seiner Zeichnungen annahm. Bald darauf fand sich auch die in seiner Heimatstadt Christchurch erscheinende Zeitschrift The Spectator bereit, einige von Lows Arbeiten abzudrucken.
In den folgenden Jahren konnte Low eine immer größer werdende Zahl eigener Arbeiten verkaufen: Der Teenager Low erhielt Aufträge für die graphische Gestaltung von Werbeanzeigen sowie als Zeichner von Gerichtsverhandlungsskizzen für das Sensationsblatt New Zealand Truth. Außerdem steuerte er gelegentlich Bilder für The War Cry, ein Organ der Heilsarmee, bei. Den Spectator belieferte er schließlich zweimal wöchentlich mit illustrierten Scherzen.

### Als Karikaturist in Neuseeland und Australien (1907 bis 1919)
Versuche Lows, sich auf systematischem Weg innerhalb von Institutionen weiterzubilden, schlugen ausnahmslos fehl: Einen auf zwei Jahre angelegten Kursus am Businesscollege brach er ab, die Kunstseminare am Canterbury Art College empfand er als „wenig inspirierend“. Nach diesen Negativerfahrungen blieb Low für den Rest seines Lebens Autodidakt. Zeichnerisch bildete er sich durch direkte Anschauung im Umgang mit Kollegen weiter. Einer dieser Kollegen, der Karikaturist Fred Raynor, gab Low 1907 ein Engagement bei einer seiner eigenen Zeitschriften. Bald darauf erhielt Low eine Vollzeitanstellung beim Spectator, wechselte aber schließlich 1910 zum Konkurrenzblatt Canterbury Times, da ihm die Politik des Spectators missfiel. Außerdem erhielt Low bei der Times doppelt so viel Platz für seine Zeichnungen zur Verfügung gestellt wie beim Spectator und bekam ein doppelt so hohes Gehalt.
Ungeachtet dieser Erfolge schickte Low weiterhin Kopien seiner Arbeit an Zeitungsherausgeber im Ausland. Die australische Zeitung The Sydney Bulletin, die als Talentschmiede für angehende Karikaturisten der britischen Presse galt, begann 1911 damit, Arbeiten Lows zu veröffentlichen. Noch im selben Jahr bot man ihm dort einen Sechsmonatsvertrag als Karikaturist in Melbourne an. Während seiner Zeit beim Bulletin arbeitete Low unter anderen mit den Cartoonisten Livingstone Hopkins und Norman Lindsay zusammen, die seine stilistische Entwicklung beeinflussten. Nach zwei weiteren Jahren als Karikaturist zur allgemeinen Verwendung erhielt Low 1914 eine Anstellung als regulärer Cartoonist der Melbourner Abteilung des Bulletins. Weitere Popularität erlangte er durch eine Serie von Karikaturen, mit denen er den Lesern die Honoratioren verschiedener australischer Provinzen näherbrachte, die um 1914 bei einer Rundreise durch das Land besucht hatte. 1915 wurden diese Karikaturen in einem Bildband als Sammlung nachgedruckt.
Landesweite Berühmtheit erlangte Low 1916 mit dem Cartoon „The Imperial Conference“, der William Hughes, den damaligen australischen Premierminister, zeigte.

### Übersiedlung nach Großbritannien England (1919 bis 1930)
Eine Sammlung von Lows „Hughes-Cartoons“, die er 1918 unter dem Titel „The Billy Book“ veröffentlichte, sowie ein Artikel des Schriftstellers Arnold Bennett in der Zeitschrift New Statesman, der sich mit seiner Kunst befasste, machte Low in Großbritannien einem größeren Personenkreis bekannt und brachte ihm die Aufmerksamkeit von Henry Cadbury, einem Teilhaber der Abendzeitung „London Star“ und „The Daily News“, der ihn im August 1919 nach London holte. 1920 heiratete Low seine Jugendliebe Madeline Grieve Kenning. Den Heiratsantrag machte er per Telegramm. Aus der Ehe gingen zwei Töchter hervor.
In London setzte Low bei seinem Herausgeber durch, anders als andere Cartoonisten, denen in den Zeitungen nur kleine Bildplätze zur Verfügung gestellt wurden, große Cartoons herstellen zu dürfen, die halbe Zeitungsseiten füllten, wie er es bereits von Australien her gewohnt war.
Seine berühmteste Arbeit für „Star“ war eine Serie von Porträts der „fünfzig angesehensten Personen Großbritanniens“, darunter George Bernard Shaw, Arnold Bennett, H.G. Wells, Hilaire Belloc, G.K. Chesterton und Arthur Conan Doyle. Es spricht für Lows bereits zu dieser Zeit etablierten künstlerischen Rang (bereits Bennett hatte Low attestiert, zu zeichnen „wie der Fisch schwimmt“), dass nur zwei der Porträtierten – Rudyard Kipling und John Galsworthy – sich weigerten, ihm Modell zu sitzen. Darüber hinaus veröffentlichte Low Karikaturen in Zeitschriften wie dem Punch Magazine und The Graphic.
1927 wechselte Low als Karikaturist zum Evening Standard, einer überwiegend konservativ ausgerichteten Tageszeitung im Besitz des britischen „Zeitungskönigs“ Lord Beaverbrook. Obwohl Beaverbrook politische Auffassungen vertrat, die denen Lows vollkommen entgegengesetzt waren – Low verstand sich als Linksliberaler, Beaverbrook war ein ausgesprochen rechtsgerichteter Mann, der zu den führenden Mitgliedern der Conservative Party zählte –, sicherte er dem Karikaturisten uneingeschränkte künstlerische Freiheit bei der Wahl der Themen seiner Karikaturen zu. Auch bei der Haltung und den Meinungen, die er in seinen Karikaturen zum Ausdruck bringen würde, gab Beaverbrook Low volle Freiheit und versprach überdies, sich jeder editorischen Einflussnahme zu enthalten. Darüber hinaus dürfte die äußerst gute Bezahlung, die Beaverbrook in Aussicht stellte, für Low ein Anreiz gewesen sein, für Beaverbrook zu arbeiten. Ungeachtet ihrer politischen Differenzen, standen sich Low und Beaverbrook menschlich aus vielerlei Gründen durchaus nahe: Beide waren colonial boys, d. h., sie stammten aus britischen Dominions (Beaverbrook aus Kanada, Low aus Neuseeland), und standen dem britischen Mutterland mit einem Rest von Distanz gegenüber. Beide standen im Ruf, Gefallen daran zu finden, öffentliches Aufsehen zu erregen (showmanship), und beide waren in ihrer Art unabhängig: Low galt als Freigeist, Beaverbrook als Musterbeispiel für verlegerische Toleranz.

### Low als „antifaschistischer“ Karikaturist (1930 bis 1945)
In den dreißiger Jahren trat Low besonders durch antifaschistische Karikaturen hervor, in denen er die Politik der kontinentaleuropäischen faschistischen Regime mit beißendem Spott attackierte und die europäischen Diktatoren, namentlich Hitler, Franco und Mussolini, in unversöhnlichen Bildern desavouierte: Darin gelang ihm meistens der Spagat, die karikierten Potentaten durch satirische Bloßstellung und Überzeichnung lächerlich zu machen, jedoch gleichzeitig keinen Zweifel hinsichtlich ihrer Gefährlichkeit aufkommen zu lassen und so alarmierend auf die Leser zu wirken.
In umgekehrter Stoßrichtung übte Low auch unablässig Kritik an der konfliktscheuen Appeasement-Politik der britischen Regierungen unter Stanley Baldwin und Arthur Neville Chamberlain und schreckte dabei auch vor persönlichen Angriffen auf führende Politiker dieser Richtung wie Chamberlain und Halifax nicht zurück. Sich selbst definierte Low dabei als „a nuisance dedicated to sanity“ (ein Ärgernis im Dienst der Vernunft).
Folgerichtig belegte man Low in Deutschland und Italien mit Veröffentlichungsverboten und verbannte seine Arbeiten aus der öffentlichen Publizistik. 1937 wurde der britische Außenminister Lord Halifax gar vom deutschen Propagandaminister Goebbels ersucht, die Veröffentlichung von Karikaturen des „notorischen Low“ zu unterbinden, da sie den deutsch-britischen Beziehungen schaden würden.
In der deutschen und zum Teil auch in der britischen Presse wurde Low als Kriegstreiber verunglimpft. So nannte etwa Margot Asquith, die Witwe des früheren Premierministers Herbert Henry Asquith, Lows Angriffe auf Premierminister Chamberlain 1938 in einem offenen Brief an den Evening Standard „cruel and mischievous“.
Andererseits brachte ihm seine unermüdliche Kritik am europäischen Faschismus und insbesondere an der Person Adolf Hitlers auch vielerorts Verehrung ein: So attestierte Sigmund Freud, einer der glühendsten Bewunderer von Lows Arbeit, ihm den höchsten Respekt vor „your glorious art and your inexorable, unfailing criticism“.
Während des Krieges, insbesondere im aus britischer Sicht katastrophalen Jahr 1940, als nach der Niederlage Frankreichs und nach dem Scheitern der britischen Norwegen-Expedition der nationalsozialistische Sieg zeitweise unabwendbar schien, trugen Lows Cartoons wie „All Behind You, Winston“ (14. Mai 1940) dazu bei, die britische Kriegsmoral zu stärken und dahingehend Zuversicht zu verbreiten, dass es letztlich möglich war, die Achsenmächte niederzuringen.
Low wurde schließlich zu einem offiziellen britischen Kriegskünstler ernannt und nahm in dieser Funktion gemeinsam mit Joseph Flatter als Pressebeobachter an den Nürnberger Prozessen teil.

### Späte Jahre (1945 bis 1963)
1949 wechselte Low vom Evening Standard zum Daily Herald, für den er von 1950 bis 1953 tätig war. Von 1953 bis 1963 zeichnete er schließlich für den Manchester Guardian (1953–1963), wo er ein höheres Gehalt als der Herausgeber erhielt.
1962 wurde Low von der britischen Königin Elisabeth II. zum Knight Bachelor geschlagen, so dass er bis zu seinem Tod 1963 den Namenszusatz „Sir“ führen durfte.

## Low im Verhältnis zu seinen großen Zeitgenossen
Prominente Persönlichkeiten, mit denen Low auf freundschaftlichem Fuße stand, waren: Will Dyson, der andere große britische Karikaturist seiner Zeit, Arnold Bennett und der Schriftsteller H. G. Wells. Mit Politikern und politischen Aktivisten wie Richard Stafford Cripps, Aneurin Bevan, Ellen Wilkinson, Henry Nevinson und Norman Angell war Low in seiner Eigenschaft als radikaler Antifaschist in politischer Kampfgemeinschaft verbunden.
Geschworene Feinde hatte Low in den Führern des europäischen (Rechts-)Totalitarismus: Neben dem deutschen Propagandaminister Joseph Goebbels, dessen Schmähungen Lows oben bereits erwähnt wurden, soll auch Adolf Hitler selbst Low einen persönlichen Groll entgegengebracht haben.
Persönliche Freundschaft trotz gleichzeitiger gegensätzlicher politischer Prägung verband Low mit dem Innenminister Sir William Joynson-Hicks, 1. Viscount Brentford, (genannt Jix).
Nach 1945 soll Lows Name auf in Deutschland aufgefundenen „schwarzen Listen“ des NS-Regimes entdeckt worden sein, auf denen die Namen all jener für die Nazis noch unerreichbaren Personen standen, die nach einem „Endsieg“ als missliebig beseitigt werden sollten.
Die Beziehung zu Winston Churchill, dem er mit heroisierenden und bewundernden Karikaturen wie „We are all behind you, Winston“ künstlerische Denkmäler setzte, aber auch mit wohlwollendem Spott als halbnackten Fakir bei der Schlangenbeschwörung (eine Anspielung auf eine Verunglimpfung Gandhis durch Churchill) durch den Kakao zog, gestaltete sich durchaus kompliziert: Beide Männer kannten einander seit 1922. Low war zunächst von Churchills imperialistischer Attitüde gegenüber Australien irritiert gewesen und empfand dessen Ideale und Auffassungen als borniert. Churchill seinerseits bezichtigte Low später kommunistischer Umtriebe und nannte ihn einen „Trotzkisten“.

## Der Künstler: Einflüsse, Arbeitsweise und künstlerisches Wirken
Low zählt zu den einflussreichsten Karikaturisten des 20. Jahrhunderts. Sein Werk umfasst mehr als 14.000 Zeichnungen, die in einem Zeitraum von 50 Jahren entstanden und an über 200 Zeitungen und Zeitschriften weltweit verkauft wurden.
Als seine künstlerischen Vorbilder gelten Charles Keene, Linley Sambourne und Phil May. Charakteristisch war Lows sorgfältige Arbeitsweise, die ihn schließlich im Schnitt drei Tage für die Anfertigung einer Karikatur benötigen ließ.
Lows wohl bekannteste Karikatur ist Rendezvous aus dem Evening Standard vom 20. September 1939, in dem er die Aufteilung Polens zwischen dem Deutschen Reich und der Sowjetunion mit bitterer Graphik aufs Korn nimmt und die sich noch heute in zahllosen Schulgeschichtsbüchern findet: Auf dem Bild stehen sich Adolf Hitler und Josef Stalin gegenüber und zollen einander, über die Leiche ihres gemeinsam ermordeten Opfers Polen (personifiziert als meuchlings getötete Person) hinweg, durch Verbeugen und Hutziehen Respekt. Berühmt ist die Grußformel: “The scum of the Earth, I believe?” (Hitler zu Stalin; deutsch etwa „Der Abschaum der Erde, glaube ich?“) “The bloody assassin of the workers, I presume?” (Stalin zu Hitler; deutsch etwa „Der blutige Mörder der Arbeiter, nehme ich an?“).
Bei einer Abstimmung im History Today Magazin wurde Lows Rendezvous mit doppelt so vielen Stimmen wie jede andere vorgeschlagene Karikatur zur bedeutendsten Karikatur des 20. Jahrhunderts gewählt.

## Werke
- Low's Annual, 1908.
- Caricatures, 1915.
- The Billy Book, 1918.
- Man, the Lord of Creation, 1920.
- Lloyd George & Co., 1921.
- Low & I. A Cooked Tour Through London, 1923. (mit F.W.Thomas)
- The Low & I Holiday Book, 1925.
- Sketches by Low, 1926.
- Lions & Lambs, 1928. (mit Lync R. West)
- The Best of Low, 1930.
- Low's Russian Sketchbook, 1932. (mit Kinsey Martin)
- Caricatures by Low, 1933.
- Low & Terry, 1934. (mit H. Thorogood)
- The Modern Rake's Progress, 1934. (mit R. West)
- Ye Madde Designer, 1935.
- Low's Political Parade, 1936.
- Low Again, 1938.
- A Cartoon History of Our Times, 1939. (mit Q. Howe)
- Europe Since Versailles, 1940.
- Europe at War, 1941.
- Low's War Cartoons, 1941.
- Low on the War, 1941.
- The World at War, 1941.
- A Cartoon History of the War, 1941.
- British Cartoonists, Caricaturists and Comic Artists (= Britain in Pictures Bd. ?), 1942.
- A fine team - but could do with a dash of unity ..., 1945
- Years of Wrath, 1946.
- Low's Company, 1952.
- Low Visibility, 1953.
- Low's Cartoon History 1945-53, 1953.
- Low's Autobiography, 1956.
- The Fearful Fifties, 1960.
- Years of Wrath. 1932-1945, 1986. (posthum)